# Astragalus kentrophyta var. implexus
Astragalus kentrophyta var. implexus es una  variedad de planta herbácea perteneciente a Astragalus kentrophyta de la familia de las leguminosas. Es originaria del Norteamérica

## Distribución
Es una planta herbácea perennifolia originaria de Estados Unidos, donde se distribuye por Colorado, Montana, Nevada, Nuevo México, Oregón, Utah, Wyoming. 

## Taxonomía
Astragalus kentrophyta var. implexus fue descrita por  (Porter & J.M.Coult.) Barneby y publicado en Phytologia 53(3): 187. 1983.
Etimología
Astragalus: nombre genérico derivado del griego clásico άστράγαλος y luego del Latín astrăgălus aplicado ya en la antigüedad, entre otras cosas, a algunas plantas de la familia Fabaceae, debido a la forma cúbica de sus semillas parecidas a un hueso del pie.
kentrophyta: epíteto otorgado por el género sinónimo de Astragalus
implexus: epíteto latíno que significa "entretejido"
Sinonimia
- Astragalus aculeatus A.Nelson
- Astragalus kentrophyta var. rotundus (M.E.Jones) M.E.Jones
- Astragalus montanus var. rotundus (M.E.Jones) M.E.Jones
- Astragalus montanus var. tegetarius (S.Watson) M.E.Jones
- Astragalus tegetarius S.Watson
- Astragalus tegetarius var. implexus Porter & J.M.Coult.
- Astragalus tegetarius var. rotundus M.E.Jones
- Homalobus aculeatus (A. Nelson) Rydb.
- Homalobus tegetarius (S.Watson) Rydb.
- Homalobus wolfii Rydb.
- Kentrophyta aculeata (A.Nelson) Rydb.
- Kentrophyta minima Rydb.
- Kentrophyta rotunda (M.E.Jones) Rydb.
- Kentrophyta tegetaria (S.Watson) Rydb.
- Kentrophyta wolfii (Rydb.) Rydb.
- Tragacantha tegetaria (S.Watson) Kuntze[5]